# Abigail Murer
Abigail Murer (18 gennaio 1997) è un'ex sciatrice alpina statunitense.

## Biografia
Attiva in gare FIS dal novembre del 2013, in Nor-Am Cup la Murer ha esordito il 7 dicembre 2013 a Copper Mountain in supergigante (30ª), ha ottenuto il miglior piazzamento il 5 dicembre 2017 a Lake Louise in discesa libera (5ª) e ha preso per l'ultima volta il via il 21 marzo 2019 a Sugarloaf in combinata (24ª). Si è ritirata al termine di quella stessa stagione 2018-2019 e la sua ultima gara è stata uno slalom speciale FIS disputato il 9 aprile ad Aspen, non completato dalla Murer; non ha debuttato in Coppa del Mondo né preso parte a rassegne olimpiche o iridate.

## Palmarès

### Nor-Am Cup
- Miglior piazzamento in classifica generale: 39ª nel 2018

### South American Cup
- Miglior piazzamento in classifica generale: 25ª nel 2017
- 1 podio:
  - 1 secondo posto